# Charles Croswell

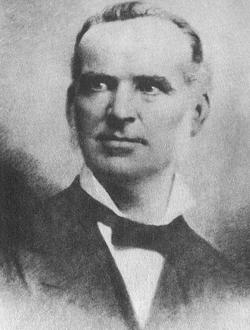
Charles Croswell

Charles Miller Croswell (* 31. Oktober 1825 in Newburgh, New York; † 13. Dezember 1886 in Adrian, Michigan) war ein US-amerikanischer Politiker und von 1877 bis 1881 der 17. Gouverneur des Bundesstaates Michigan.

## Frühe Jahre und politischer Aufstieg
Charles Croswell besuchte die örtlichen Schulen seiner Heimat. Nach dem Tod seiner Eltern wurde er im Alter von sieben Jahren von seinem Onkel in Adrian erzogen. Dort machte der junge Charles eine Zimmermannlehre und studierte nebenbei Jura.
Im Jahr 1846 erhielt Croswell seine erste öffentliche Anstellung als Verwaltungsangestellter im Lenawee County. Damals war er Mitglied der Whigs. Zwischen 1850 und 1854 war er Grundbuchbeamter (Register of Deeds) in diesem Bezirk. In dieser Zeit war er an der Gründung der Republikanischen Partei beteiligt. Danach arbeitete er als Rechtsanwalt. Im Jahr 1862 wurde Croswell zum Bürgermeister von Adrian gewählt. Zwischen 1862 und 1867 saß er auch im Senat von Michigan. Im Jahr 1867 war er Vorsitzender einer Versammlung zur Überarbeitung der Staatsverfassung. Von 1873 bis 1874 war er Mitglied des Repräsentantenhauses von Michigan und fungierte zeitweise als dessen Präsident. 1876 wurde Charles Croswell als Kandidat seiner Partei zum Gouverneur seines Staates gewählt. Mit 52,4 Prozent der Stimmen setzte er sich gegen den Demokraten William L. Webber durch.

## Gouverneur von Michigan
Croswell trat sein neues Amt am 3. Januar 1877 an. Nach einer Wiederwahl im Jahr 1878 konnte er es bis zum 1. Januar 1881 ausüben. In dieser Zeit wurde die Staatsverschuldung verringert und die Wahlgesetze verbessert. Damals wurde ein neues Krankenhaus für geistig Behinderte errichtet. Außerdem musste sich Gouverneur Croswell mit einem gewalttätigen Streik der Eisenbahnarbeiter auseinandersetzen. In Croswells Amtszeit wurde in der Hauptstadt Lansing das Kapitol fertiggestellt.
Nach dem Ende seiner Gouverneurszeit zog sich Croswell aus der Politik zurück. Er starb im Dezember 1886 und wurde in Adrian beigesetzt. Mit seiner im Jahr 1868 verstorbenen ersten Frau Lucy M. Eddy hatte er fünf Kinder.